# アガサ 愛の失踪事件
『アガサ 愛の失踪事件』（アガサ あいのしっそうじけん、Agatha）は、1979年のイギリス・アメリカ合衆国のドラマ映画。
監督はマイケル・アプテッド、出演はダスティン・ホフマンとヴァネッサ・レッドグレイヴなど。
1926年12月に起きた推理作家アガサ・クリスティの失踪事件を題材に、独自の解釈で彼女をめぐる人間模様を描いている。

## キャスト
※括弧内は日本語吹替
- ウォーリー・スタントン: ダスティン・ホフマン（井上孝雄） - アメリカ人コラムニスト。
- アガサ・クリスティ: ヴァネッサ・レッドグレイヴ（高林由紀子） - 推理作家。
- アーチー・クリスティ（英語版）: ティモシー・ダルトン（家弓家正） - アガサの夫。
- イヴリン・クローリー: ヘレン・モース（英語版） - アガサが逗留先のホテルで親しくなった女性。
- ナンシー・ニール: セリア・グレゴリー（英語版） - アーチーと深い仲の秘書。
- ジョン・フォスター: ポール・ブルック（英語版）（神山卓三） - 町の新聞記者。
- シャーロット・フィッシャー: キャロリン・ピックルズ（英語版）
- ケンワード刑事: ティモシー・ウェスト - アガサの失踪事件を担当するサリー警察の刑事。
- ウィリアム・コリンズ: トニー・ブリットン
- ジェーン: アン・フランシス（増山江威子）

その他の日本語吹替：弥永和子、京田尚子、吉田理保子、千葉耕市、寺島幹夫、増岡弘、峰恵研、川路夏子、藤夏子、久保晶、西川幾雄、伊井篤史、広瀬正志、川浪葉子、鈴木れい子、長堀芳夫、大塚芳忠

## 作品の評価
Rotten Tomatoesによれば、14件の評論のうち高評価は71%にあたる10件で、平均点は10点満点中6.5点となっている。